# Ruslan Magomedov
Ruslan Magomedov (Kizilyurt, 26 de novembro de 1986) é um lutador russo de artes marciais mistas que compete na divisão peso-pesado do Ultimate Fighting Championship.

## Carreira no MMA

### Começo da carreira
Magomedov fez sua estreia profissional no MMA em Novembro de 2008 e conseguiu 9-1 em suas primeiras 10 lutas.
Ruslan traina na Russian MMA Academy. Ele já foi sparring de alguns campeões de Wrestling Olímpico do Daguestão. Ruslan mostra boas técnicas no  boxe, já que quatro vitórias vieram por nocaute.
Ele derrotou o ex-Campeão Peso Pesado do UFC Ricco Rodriguez por decisão unânime no United Glory 15.

### Bellator MMA
Em Abril de 2012, Ruslan assinou um contrato com o Bellator Fighting Championships.
Magomedov era esperado para competir no Torneio de Pesados da 7ª Temporada, e era esperado para enfrentar Brett Rogers nas quartas de final no Bellator 75. No entanto, Magomedov foi forçado a se retirar da luta devido à problemas com o visto e foi substituído por Alexander Volkov.

### Fight Nights MMA
Magomedov enfrentou o ex-Campeão Peso Pesado do UFC Tim Sylvia em 27 de Outubro de 2013 no Fight Nights - Battle of Moscow 13. Ele venceu a luta por decisão unânime.

### Ultimate Fighting Championship
Em Fevereiro de 2014, Magomedov assinou um contrato com o UFC para lutar no Peso Pesado.
Magomedov fez sua estréia no UFC contra o também estreante Viktor Pešta em 31 de Maio de 2014 no UFC Fight Night: Muñoz vs. Mousasi. Para essa luta, Magomedov estava dividindo seus treinos entre a Academia Russa de MMA e Jackson/Winklejohn MMA em Albuquerque, EUA. Ele venceu a luta por decisão unânime.
Magomedov foi brevemente ligado a uma luta contra Ben Rothwell em 30 de Agosto de 2014 no UFC 177. No entanto, em 9 de Julho, o UFC anunciou que Rothwell iria enfrentar Alistair Overeem em 5 de Setembro de 2014 no UFC Fight Night: Jacaré vs. Mousasi.
Magomedov eventualmente foi ligado a uma luta contra Richard Odoms no mesmo card. Porém, em 14 de Agosto, foi anunciado que a luta havia sido cancelada por lesão de Odoms.
Magomedov enfrentou Josh Copeland em 22 de Novembro de 2014 no UFC Fight Night: Edgar vs. Swanson. Ele venceu a luta por decisão unânime.
Magomedov enfrentou Shawn Jordan em 3 de Outubro de 2015 no UFC 192. Ele venceu a luta por decisão unânime.

## Cartel no MMA
| Cartel no MMA   |             |            |
| 17 lutas        | 15 vitórias | 2 derrotas |
| Por nocaute     | 4           | 2          |
| Por finalização | 2           | 0          |
| Por decisão     | 9           | 0          |

| Res.    | Cartel | Oponente               | Método                       | Evento                                         | Data       | Round | Tempo | Local          | Notas                 |
| ------- | ------ | ---------------------- | ---------------------------- | ---------------------------------------------- | ---------- | ----- | ----- | -------------- | --------------------- |
| Derrota | 15–2   | Dmitry Poberezhets     | KO (socos)                   | ACA 115: Magomed Ismailov vs. Shtyrkov         | 13/12/2020 | 3     | 0:30  | Moscou         |                       |
| Vitória | 15–1   | Daniel James           | Decisão (unânime)            | ACA 101: Strus vs. Nemchinov                   | 15/11/2019 | 3     | 5:00  | Varsóvia       |                       |
| Vitória | 14–1   | Shawn Jordan           | Decisão (unânime)            | UFC 192: Cormier vs. Gustafsson                | 03/10/2015 | 3     | 5:00  | Houston, Texas |                       |
| Vitória | 13–1   | Josh Copeland          | Decisão (unânime)            | UFC Fight Night: Edgar vs. Swanson             | 22/11/2014 | 3     | 5:00  | Austin, Texas  |                       |
| Vitória | 12–1   | Viktor Pešta           | Decisão (unânime)            | UFC Fight Night: Muñoz vs. Mousasi             | 31/05/2014 | 3     | 5:00  | Berlin         |                       |
| Vitória | 11–1   | Tim Sylvia             | Decisão (unânime)            | Fight Nights: Battle of Moscow 13              | 27/10/2013 | 3     | 5:00  | Moscou         | Luta no Super Pesado. |
| Vitória | 10–1   | Mike Hayes             | Decisão (unânime)            | Fight Nights: Battle of Moscow 10              | 23/02/2013 | 3     | 5:00  | Moscou         |                       |
| Vitória | 9–1    | Amir Aliskerov         | Decisão (unânime)            | Dictator Fighting Championship 1               | 28/06/2012 | 2     | 5:00  | Moscou         |                       |
| Vitória | 8–1    | Igor Zadernovsky       | Finalização (guilhotina)     | League S-70 - Russian Championship Third Round | 06/04/2012 | 3     | 3:29  | Moscou         |                       |
| Vitória | 7–1    | Ricco Rodriguez        | Decisão (unânime)            | United Glory 15 - 2012 Glory World Series      | 23/03/2012 | 3     | 5:00  | Moscou         |                       |
| Vitória | 6–1    | Vitalii Yalovenko      | Decisão (unânime)            | Fight Nights - Battle of Moscow 4              | 07/07/2011 | 2     | 5:00  | Moscou         |                       |
| Derrota | 5–1    | Konstantin Gluhov      | KO (soco no corpo)           | Warrior's Honor 3                              | 27/05/2011 | 2     | 1:19  | Kharkiv        |                       |
| Vitória | 5–0    | Vagan Bodzhukyan       | TKO (socos)                  | Warrior's Honor 3                              | 27/05/2011 | 2     | 3:12  | Kharkiv        |                       |
| Vitória | 4–0    | Anatoliy Nosyrev       | Finalização (chave de braço) | ProFC - Union Nation Cup 14                    | 09/04/2011 | 1     | 0:28  | Rostov-on-Don  |                       |
| Vitória | 3–0    | Magomedtagir Magomedov | TKO (socos)                  | ProFC 22                                       | 17/12/2010 | 1     | 1:30  | Rostov-on-Don  |                       |
| Vitória | 2–0    | Murad Magomedov        | TKO (socos)                  | ProFC - Russia Cup Stage 1                     | 13/11/2010 | 1     | 2:30  | Taganrog       |                       |
| Vitória | 1–0    | Rasul Musrailov        | TKO (interrupção médica)     | ProFC - Russia Cup Stage 1                     | 13/11/2010 | 1     | 3:43  | Taganrog       |                       |